# Kurt M. Campbell
Kurt Michael Campbell, född 27 augusti 1957 i Fresno i Kalifornien, är en amerikansk statstjänsteman, diplomat, docent, officerare, författare och företagsledare.
Han är ledamot vid USA:s nationella säkerhetsråd med ansvar för frågor rörande Indo-pacifiska regionen sedan januari 2021 när han blev utsedd till det av USA:s 46:e president Joe Biden (D). Campbell har också delgrundat tankesmedjan Center for New American Security och rådgivningsföretaget The Asia Group.
Campbell har tidigare arbetat som bland annat ställföreträdande assisterande försvarsminister för Asien-Stillahavsregionen, stabschef för USA:s nationella säkerhetsråd; ställföreträdande speciell rådgivare till USA:s president rörande frihandelsavtalet North American Free Trade Agreement (Nafta); Vita husets representant vid USA:s finansdepartement samt assisterande utrikesminister för Östasien och Stilla havet. Han är även varit docent i rättsordning och internationella relationer vid John F. Kennedy School of Government och varit assisterande chef för Harvard Universitys Center for Science and International Affairs. Campbell satt även som ledamot i koncernstyrelsen för försäkringsbolaget Metlife.
Han även tjänstgjort som officerare för United States Navy Reserve; varit verksam vid Joint Chiefs of Staff samt i enheten för strategisk rådgivning till chefen för USA:s flotta.
Campbell har också författat tio böcker, främst inom amerikansk politik men även om Asien.
Han avlade en kandidatexamen vid University of California, San Diego; examen i musik och politisk filosofi vid Jerevans statliga universitet i Armenien samt doktor i internationella relationer vid Brasenose College (Oxfords universitet).
Campbell är gift med Lael Brainard, vice ordförande  (vice centralbankschef) för USA:s centralbankssystem Federal Reserve System, och de har tre barn tillsammans.